# Rabastens
Rabastens é uma comuna francesa na região administrativa da Occitânia, no departamento de Tarn. Estende-se por uma área de 66.29 km², e possui 5.666 habitantes, segundo o censo de 2018, com uma densidade de 85 hab/km².